# Gau-Algesheim
Gau-Algesheim település Németországban, Rajna-vidék-Pfalz tartományban. Lakosainak száma 7043 fő (2023. december 31.). Gau-Algesheim Bingen am Rhein, Ockenheim, Ingelheim am Rhein és Appenheim községekkel határos.

## Népesség
A település népességének változása:
| Lakosok száma | 4990 | 6840 | 6827 | 6878 | 6935 | 7043 |
|               | 1975 | 2017 | 2019 | 2021 | 2022 | 2023 |